# Списак епизода серије Сирене
Сирене (енгл. Mermaid Melody), је јапанска манга и аниме серија коју је написала Мичико Јокоте, а илустровала Пинк Ханамори. Аниме адаптација има две сезоне, настале у продукцији ТВ Аичија. Прва сезона, која се састоји од 52 епизоде, је приказана на ТВ Токију од 5. априла 2003. године до 27. марта 2004 године. У Србији је приказивана на Ултра ТВ, Хепи ТВ и РТРС. Прича говори о седам принцеза сирена чији је задатак да победе зле силе и уз помоћ њихових бисера оживе богињу мора, Аква Реџину. Поред тога прича говори о љубави између сирена и људи и да ли је она могућа. 

## 1. сезона
| #  | Наслов                  | Опис |
| -- | ----------------------- | --- |
| 1  | Сузе једног бисера      | Луција одлази на копно у потрагу за бисером који је дала једном дечаку да би га спасила.                                                                                              |
| 2  | Тајновите ствари        | Хенон је против љубави Луције и Каита, али се током фестивала и она заљубљује. |
| 3  | Колебљиво срце          | Хенон сазнаје да је особа у коју се заљубила наставник музичког. Нова особа долази у одељење.                                                                                         |
| 4  | Усамљена принцеза       | Појављује се нова зла вила, Јури. Сазнаје се да је и Рина сирена. |
| 5  | Хладан пољубац          | Млади делфин звани Момо се одвојио од своје маме и ушао у градски акваријум. Сирене му помажу.                                                                                        |
| 6  | Сјај љубави             | Никол је испричала Луцији и Хенон причу о легендарној сирениној пећини. Појављује се нова зла вила.                                                                                   |
| 7  | Љубоморна сирена        | Каито одлази на састанак са старијом девојком. Луција и та девојка се свађају око њега.                                                                                               |
| 8  | Замрзнута осећања       | Такмичење у сурфовању се одржава. Појављује се нови лик који се заљубљује у Луцију.                                                                                                   |
| 9  | Украдена соната         | Јури краде Тарову музику која привлачи сирене да би их намамила у замку. |
| 10 | Сенке прошлости         | Рина одлучује да буде модел модном креатору који је заљубљен у Рину. |
| 11 | Магични прстен          | Луција је чула причу о магичном прстену који испуњава једну жељу. |
| 12 | Тиха срца               | Каито прави рођенданску забаву за Луцију, али Луција ће можда заувек напустити људски свет.                                                                                           |
| 13 | Сиренин обред одрастања | Луција одлази у њено краљевство где ће се одржати њен обред одрастања. |
| 14 | Успомена звездане ноћи  | На годишњицу смрти Каитових родитеља је годишњица од кад су се Луција и Каито први пут срели.                                                                                         |
| 15 | Обећање                 | Каито обећава Луцији да ће са њом ићи на вашар ако буде добро урадила тест из математике.                                                                                             |
| 16 | Тајна жеља              | Луција, Хенон и Рина заједно са Каитом помажу г. Макију да ради у ресторану. |
| 17 | Пролазни пољубац        | Хенон, Рина и Луција одлучују да уђу у уклету кућу. |
| 18 | Млада посетитељка       | Меру, сирена из Хенониног краљевства тражи помоћ од Хенон да пронађу њену маму. |
| 19 | Летње искушење          | Луција се изгубила у граду и среће момка који се заљубљује у њу. |
| 20 | Љубавно писмо с мора    | Девојке су пронашле писмо у боци и покушавају да открију од кога је. |
| 21 | Дечачка заљубљеност     | Каитов рођак сазнаје да је Луција сирена. |
| 22 | Жена фантом             | Хенон прави журку јер је Таро њихов нов разредни. |
| 23 | Љубавна грозница        | Каито се прехладио и Луција одлази код њега да га пази. |
| 24 | Снови су као невеста    | Меру се враћа и тражи Каиту да се лажно венчају. |
| 25 | Младић на месечини      | Сирене сазнају да кад се Хипо удари, претвара у човека. Хипо се заљубљује у Јури. |
| 26 | Каренина песма          | Појављује се принцеза сирена љубичастог бисера и спашава Луцију, Хенон и Рину. |
| 27 | Верујућа срца           | Карен оптужује Рину да је крива за судбину њене сестре. |
| 28 | Љубавна веза            | Луција, Хенон и Рина спашавајући Карен упадају у замку Црних Лепотица. |
| 29 | Маскирано обећање       | Луцијино одељење прави представу. |
| 30 | Ледени поглед           | Гаиде одлази на копно и гледа Каитове мисли. |
| 31 | Опасна замка            | Девојке смишљају план да пронађу Гаидеов дворац. |
| 32 | Снови су боје љубави    | Луција проналази камен који остварује снове. |
| 33 | Паника у забавном парку | Отвара се забавни парк и девојке одлазе тамо. |
| 34 | Аурин дан               | Млада пророчица Аури долази у хотел. |
| 35 | Тужна мелодија          | Таро одлучује да направи (можда) последњи концерт. |
| 36 | Бебина љубав            | Девојке проналазе изгубљену бебу и усвајају је. |
| 37 | Гласине о љубави        | Девојке су чуле причу о легендарној сирениној наруквици. |
| 38 | Божићни поклон          | Мистериозна жена долази и клади се са Луцијом да зна више о Каиту од ње. |
| 39 | Паника у ресторану      | Мрачне љубавнице долазе на концерт Луције, Хенон и Рине. |
| 40 | Новогодишни сан         | Девојке сањају у првој новогодишњој ноћи да су постале звезде. |
| 41 | Љубав одраслих          | Господин Маки проси Никол, али она одбија. |
| 42 | Забрањена љубав         | Луција, Хенон и Рина откривају да се Хипо тајно среће са Јури. |
| 43 | Ожиљци прошлости        | Црне Лепотице шаљу момке да нападну девојке. |
| 44 | Чудо хладне ноћи        | Луција се изгубила у мећави и Каито је тражи. |
| 45 | Подељена осећања        | Каито позива Луцију на састанак, али Луција је тужна. |
| 46 | Збогом                  | На дан заљубљених Каито саопштава Луцији да одлази на Хаваје. |
| 47 | Црна позивница          | Гаиде се појављује у Каитовим сновима. |
| 48 | Каитова ноћна мора      | Каито се после чудног сна појављује у Гаидеовом дворцу. |
| 49 | Откуцај срца            | Шеше и Мими су украле бисере Коко и Ноел да би повећале утицај њихове песме. |
| 50 | Сломљено срце           | Сирене улазе у Гаидеов дворац и ослобађају Коко и Ноел. |
| 51 | Конацна истина          | Девојке проналазе хипнотисаног Тара. |
| 52 | Последњи пољубац        | Каито открива да је Луција његова сирена. Гаидеов дворац се враћа на дно океана. Сара даје Луцији њен бисер и да би искупила своје грехе одлази са Гаидеом у вечиту таму, дно океана. |

## 2. сезона
| #  | Наслов                      | Опис |
| -- | --------------------------- | ---- |
| 1  | Растанак                    |      |
| 2  | Иза хоризонта               |      |
| 3  | Плава песма                 |      |
| 4  | Предосећај Среће            |      |
| 5  | Маестро                     |      |
| 6  | Младић                      |      |
| 7  | Украдено срце               |      |
| 8  | На ивици сећања             |      |
| 9  | Љубавна етида               |      |
| 10 | Подмукла осећања            |      |
| 11 | Брига старијег брата        |      |
| 12 | Светлуцаво сиренино море    |      |
| 13 | Тајна мог дечка             |      |
| 14 | Глас из таме                |      |
| 15 | Молитва седам мора          |      |
| 16 | Лето је стигло за нас шест! |      |
| 17 | Летњи вечерњи ватромет      |      |
| 18 | Чаробна увала               |      |
| 19 | Лековита песма              |      |
| 20 | Љубавни детектив            |      |
| 21 | Заљубљени уљез              |      |
| 22 | Крадљивац успомена          |      |
| 23 | Срце над срцима             |      |
| 24 | Оно што највише желим       |      |
| 25 | Чудесна љубав               |      |
| 26 | Деби идола                  |      |
| 27 | Раздвојене сестре           |      |
| 28 | Сеирина башта               |      |
| 29 | Блуз услуга                 |      |
| 30 | Држи ме                     |      |
| 31 | Последње љубавно писмо      |      |
| 32 | Сећање изгубљено на мору    |      |
| 33 | Његово срце                 |      |
| 34 | Изазов са белим перјем      |      |
| 35 | Не реци збогом              |      |
| 36 | На ивици очаја              |      |
| 37 | Ка дворцу на небу           |      |
| 38 | Битка свете ноћи            |      |
| 39 | Нешто веће од сна           |      |